# District de Vose'
Pour les articles homonymes, voir Vose.
Le district de Vose’ (Ноҳияи Восеъ) est un district de la région de Khatlon au Tadjikistan.
Sa capitale est Hulbuk (anciennement Vose), et la population est d'environ 216 500 habitants.